# 自動車部品の一覧
自動車部品の一覧（じどうしゃぶひんのいちらん、英語: List of automobile parts）では、主に内燃機関を使用する自動車に使われる部品について、その一覧を列挙する。
自動車業界および自動車一般に関する用語の一覧については、自動車用語一覧を参照。

## 車体と主要部分
主に車体で、居住空間の窓、ドア、居住住空間なども含む。
- ボンネット/フード
- バンパー
- ピラー/支柱 Pillar
- ルーフ
  - ルーフラック
- リム
  - タイヤ
  - ハブキャップ (Hubcap)
- トランク

### ドア
- フロント・リアの右・左ドア (Car door)
- フロント・リアの右・左ドアの内側&外側ハンドル
- ドア制御モジュール
- 電動ドアロック (Power door locks)
- セントラルロッキング
- 燃料タンクの蓋

### ウィンドー
- フロントガラス
  - フロントワイパー
  - バックミラー
- ウインドーウォッシャー
- 前・後ろ左ウィンドー
- 前・後ろ右ウィンドー
- リアウィンドー（後ろ窓）
  - 熱線付き
  - リアウィンドー・ワイパー
- サンルーフ

## 電気および電子機器

### オーディオ/ビデオ
- アンテナ
- スピーカー
- カーラジオ
- カーオーディオ
- 車内エンターテインメント

### カメラ
- 後方カメラ (Rear-view camera)
- ドライブレコーダー (Dashcam)
- スマート・ルームミラー (CMS）

### 給電システム
- オルタネーター
- ダイナモ
- カーバッテリー

### 計器
- 電流計
- クリノメーター
- 動力計
- 燃料計
- 走行距離計 (オドメーター)
- トリップメーター
- クロック
- スピードメーター
- タコメーター
- タコグラフ
  - デジタルタコグラフ
- 温度計
- タイヤ圧力計
- 電圧計
- 水温計
- 油圧計

### 点火装置
- スパークリングケーブル
- ディストリビューター
- イグニッションコイル
- 点火プラグ

### 照明と方向指示システム
- エンジンベイ照明
- フォグライト
- 前照灯（ヘッドライト）
- ルームライト
  - 前席ライト
  - 後部席ライト
- ナンバープレートランプ
- サイドライト
- テールライト
  - テールライトカバー
- インジケータライト
- 方向指示器（ウインカー）

### センサー
- エアバッグセンサー
- 自動伝送速度センサー
- カムシャフト位置センサー
- クランクポジションセンサ
- クーラント温度センサ
- 燃料レベルセンサー
- 燃料圧力センサー
- ノッキングセンサー
- 光センサー
- 吸気圧力計
- マスフローセンサ (Mass flow sensor)
- オイルレベルセンサー
- 油圧センサー
- 酸素センサー（o2）
- スロットル位置センサ
- ABSセンサー

### 起動システム
- スターター
  - スターターモーター
  - スタータソレノイド
- グロープラグ

### 電気スイッチ
- バッテリー
- ドアスイッチ
- 点火スイッチ
- パワーウィンドースイッチ
- ステアリングコラムスイッチ
- サーモスタット

### ワイヤーハーネス
- 空調ハーネス
- エンジンルーム・ハーネス
- 室内ハーネス
- フロア・ハーネス

### その他
- エアバッグ
- アラーム
- セントラルロックシステム
- クルーズコントロール
- エンジンコントロールユニット
- ヒューズ
  - ヒューズボックス
- カーナビ
- リモートロック

## 内装

### フロア
- カーペットなどの床材

### その他の部品
- ロールケージ

## 動力系

### ブレーキシステム
- アンチロックブレーキシステム（ABS）
- ブレーキドラム
- ブレーキパッド
- ブレーキペダル
- ブレーキシュー
  - ブレーキライニング
- ブレーキ警告灯
- キャリブレーションされた摩擦ブレーキ
- ディスクブレーキキャリパー
- ハンドブレーキ

### エンジン部品
- ディーゼルエンジン、ガソリンエンジン
- アクセサリーベルト
- エアダクト
- 吸入ハウジング
- インテークマニホールド
- カムシャフト
- クランクケース
- シリンダー・ヘッド
  - シリンダーヘッドカバー
- 駆動ベルト
- エンジンブロック
- ファンベルト
- ピストン
- スターターモーター
- ターボチャージャー

### エンジン冷却システム
- 送風機
- 冷却ファン
- ファンクラッチ
- ラジエーター
- オーバーフロータンク

### エンジンオイルシステム
- オイルフィルター
- オイルパン
- オイルポンプ

### 排気システム
- 触媒コンバーター
- 排気ガスケット
- エキゾーストマニホールド
- 排気管
- マフラー

### 燃料供給システム
- エア・フィルター
- キャブレター
- 燃料フィルター
- 燃料噴射装置
- 燃料ポンプ
- 燃料タンク
  - 燃料タンク・リッド
- 燃料水分離器
- インテークマニホールド
- LPGシステム・アセンブリ

### サスペンションとステアリングシステム
- ロアアーム
- キャンバーアーム
- コントロールアーム
- パワーステアリングアセンブリ
- ショックアブソーバー
- スピンドル
- スプリング
- ステアリングコラム
- ハンドル

### トランスミッションシステム
- 調節可能なペダル
- 車軸
- ユニバーサルジョイント
- クラッチアセンブリ
- 差動ギア
- フライホイール
- ギアボックス
- プロペラシャフト
- シフトレバー
- ユニバーサルジョイント

## その他の自動車部品

### 空調システム
- 通風レバー
- 空調コンプレッサー
- 空調操作盤
  - 送風強度操作
  - 空調方向操作
  - 温度操作

### ベアリング
- ホイールのベアリング

### ホース
- 燃料蒸気ホース
- 補強ホース
- 非強化ホース
- ラジエーターホース

### その他の自動車部品
- ロゴ
- エアバッグ
- ナンバープレート
- グローブコンパートメント
- 警笛（ホーン）
- ミラー
- 携帯電話マウント
- ネームプレート

### 自動車部品の展示会
- 自動車部品生産システム展
- 自動車技術展:人とくるまのテクノロジー展